# Babuschkin-Insel
Die Babuschkin-Insel (russisch Остров Бабушкина, transkribiert Ostrow Babuschkina) ist eine kleine Insel vor der Nordküste des ostantarktischen Viktorialands. Sie liegt 9 km nördlich des Archer Point und 8 km östlich der Zunge des Matussewitsch-Gletschers.
Teilnehmer einer sowjetischen Antarktisexpedition kartierten sie im Jahr 1958 und benannten sie nach dem sowjetischen Arktispiloten Michail Babuschkin (1893–1938).